# هيرمان ووك
هيرمان ووك (بالإنجليزية: Herman Wouk)‏ (27 مايو 1915-17 مايو 2019) كان مؤلفًا أمريكيًا اشتهر بالخيال التاريخي مثل رواية تمرد كاين (9511) التي فازت بجائزة بوليتزر.
تشمل أعماله الرئيسية الأخرى رياح الحرب والحرب والذكرى، والروايات التاريخية عن الحرب العالمية الثانية، وغير الخيالية مثل رواية هذا إلهي، وهي تفسير لليهودية من منظور أرثوذكسي حديث كُتِبت للجماهير اليهودية وغير اليهودية. تُرجِمت كتبه إلى 27 لغة.
وصفت صحيفة واشنطن بوست ووك، الذي كان يقدس خصوصيته، بأنه «عميد الروائيين التاريخيين الأمريكيين المنعزل». وصفه المؤرخون، والروائيون، والناشرون والنقاد الذين اجتمعوا في مكتبة الكونغرس في عام 1995 للاحتفال بعيد ميلاد ووك الثمانين بأنه تولستوي أمريكيا.

## الحياة المهنية

### مهنة عسكرية
انضم ووك إلى احتياطي البحرية الأمريكية في عام 1942 بعد الهجوم على بيرل هاربور، وخدم في مسرح الحرب في المحيط الهادئ خلال الحرب العالمية الثانية، وهي تجربة وصفها فيما بعد بأنها تعليمية، إذ قال: «لقد تعلمت عن الآلات، وتعلمت كيف يتصرف الرجال تحت الضغط، وتعلمت أيضًا عن الأمريكيين». عمل ووك كضابط على متن كاسحات ألغام مدمرة (نظام المراسلة الدفاعية)، مثل يو إس إس زين، ويو إس إس ساوثرد التي أصبح المسؤول التنفيذي فيها أثناء توليه رتبة نقيب. شارك في ثماني غزوات وفاز بعدد من نجوم الخدمة. شارك أيضًا في حملة نيو جورجيا، وحملة جزر غيلبرت ومارشال، وحملة جزر ماريانا وبالاو، ومعركة لوزون، وغزو خليج لنغاين، ومعركة أوكيناوا.
بدأ ووك خلال ساعات العمل خارج السفينة بكتابة رواية فجر الشفق، والتي سمّاها بالأصل فجر الشفق؛ أو، التاريخ الحقيقي لأندرو ريالي، والتي تحتوي على سرد صادق للعصيان الكبير، إلى جانب النصوص الكاملة لخطبة مايكل وايلد وعِظة الأب ستانفيلد. أرسل ووك نسخة من الفصول الافتتاحية إلى أستاذ الفلسفة إيروين إدمان، الذي درّس بموجبه في جامعة كولومبيا، والذي اقتبس بضع صفحات بحرفيتها إلى محرر في نيويورك. أدى ذلك إلى إبرام عقد أرسله الناشر إلى سفينة ووك قبالة ساحل أوكيناوا. نُشرت الرواية في عام 1947 وأصبحت الرواية الرئيسية لنادي كتاب الشهر. أنهى ووك مدة خدمته في عام 1946.

## المجلة اليومية
احتفظ ووك بمذكرات شخصية منذ عام 1937. مثّل في 10 سبتمبر عام 2008 مكتبة الكونغرس بمجلاته، التي بلغ عددها أكثر من 100 مجلد حتى عام 2012، في حفل كرّمه بأول جائزة لإنجاز العمر التابعة لمكتبة الكونغرس لكتابة الخيال (الآن جائزة مكتبة الكونغرس للرواية الأمريكية). غالبًا ما أشار ووك إلى مجلاته للتحقق من التواريخ والحقائق في كتاباته، وتردد في الإفلات بالنسخ الأصلية خارج قبضة يده. بدأت المفاوضات على حل تجسد باختيار إحدى مكاتب خدمات المسح الضوئي لمسح مجموعة المجلدات بالكامل وتحويلها إلى أشكال رقمية.

## وصلات خارجية
- هيرمان ووك على موقع IMDb (الإنجليزية)
- هيرمان ووك على موقع الموسوعة البريطانية (الإنجليزية)
- هيرمان ووك على موقع مونزينجر (الألمانية)
- هيرمان ووك على موقع قاعدة بيانات برودواي على الإنترنت (الإنجليزية)
- هيرمان ووك على موقع إن إن دي بي (الإنجليزية)
- هيرمان ووك على موقع قاعدة بيانات الفيلم (الإنجليزية)